# قرار مجلس الأمن التابع للأمم المتحدة رقم 238
اتُّخِذَ قرار مجلس الأمن التابع للأمم المتحدة رقم 238، بالإجماع في 19 يونيو 1967، بعد التأكيد على القرارات السابقة بشأن هذا الموضوع، مدد مجلس ولاية قوة الأمم المتحدة في قبرص لمدة 6 أشهر إضافية، تنتهي في 26 ديسمبر 1967. كما دعا المجلس الأطراف المعنية مباشرة إلى مواصلة العمل بأقصى درجات ضبط النفس والتعاون الكامل مع قوة حفظ السلام.

## روابط خارجية
- نص القرار في undocs.org